# Justicia pilosella
Justicia pilosella är en akantusväxtart som först beskrevs av Christian Gottfried Daniel Nees von Esenbeck, och fick sitt nu gällande namn av R.A. Hilsenbeck. Justicia pilosella ingår i släktet Justicia och familjen akantusväxter. Inga underarter finns listade i Catalogue of Life.